# واچتاور (نیویورک)
واچتاور (به انگلیسی: Watchtower) یک منطقهٔ مسکونی در ایالات متحده آمریکا است که در نیویورک واقع شده‌است. واچتاور ۲٬۳۸۱ نفر جمعیت دارد و ۱۰۵ متر بالاتر از سطح دریا واقع شده‌است.